# Hemming
Hemming är ett mansnamn vars betydelse är omtvistad. Möjligtvis kommer namnet från det isländska ordet hamr som betyder 'gestalt' eller 'skepnad'.

## Finland och Sverige
I Finlands folkbokföring finns (den 31 december 2009) 1636 personer med namnet Hemming och 907 med den finska formen Hemminki, varav två med vardera namnet kvinnor. Namnet Hemming förekommer även som efternamn, oftast då i engelskspråkiga länder. Namnet Hemminki är ett inte alldeles ovanligt släktnamn i Österbotten.
I Sverige hör Hemming till de ovanliga namnen. Den 31 december 2009 fanns totalt 341 personer i Sverige med namnet Hemming, varav 52 med det som förstanamn/tilltalsnamn. Det finns två kända ätter Hemming i Sverige.
Namnsdag i Sverige: 22 maj, (1901–1992: 8 april). I den finlandssvenska namnsdagslängden har Hemming namnsdag 22 maj sedan starten 1929, då en egen namnsdagskalender togs i bruk för finlandssvenskar.

## Personer med Hemming som förnamn
- Hemming av Danmark (–812), dansk sagokung.
- Hemming (biskop i Åbo) (ca 1290–1366), biskop och saligförklarad
- Hemming (kätteridömd), en medeltida man i Östergötland som dömdes för kätteri
- Hemming Nilsson (död 1351), svensk ärkebiskop
- Hemmingius Henrici Hollo (ca 1550–1619), kyrkoherde och psalmboksredaktör
- Hemming Forelius (1654–1708), professor, rektor för Uppsala universitet
- Hemming Gadh (1440–1520), biskop i Linköpings stift
- Hemming Sjögren, skarprättare på 1800-talet
- Hemming Sten (1895–1954), svensk socialdemokratisk riksdagspolitiker
- Hemming Åström (1844–1895), finländsk industriman, kommerseråd

## Personer med Hemming som släktnamn
- Gary Hemming (1933–1969), amerikansk bergsbestigare
- Fritz Georgii-Hemming (1886–1959), hovrättsnotarie
- Ernst Hemming (1888–1962), apotekare
- Gösta Georgii-Hemming (1910–1986), arkitekt
- Bo Georgii-Hemming (född 1938), psykoanalytiker och litteraturvetare
- Gustav Hemming (född 1972), svensk politiker